# فیزیولوژی گیاهی

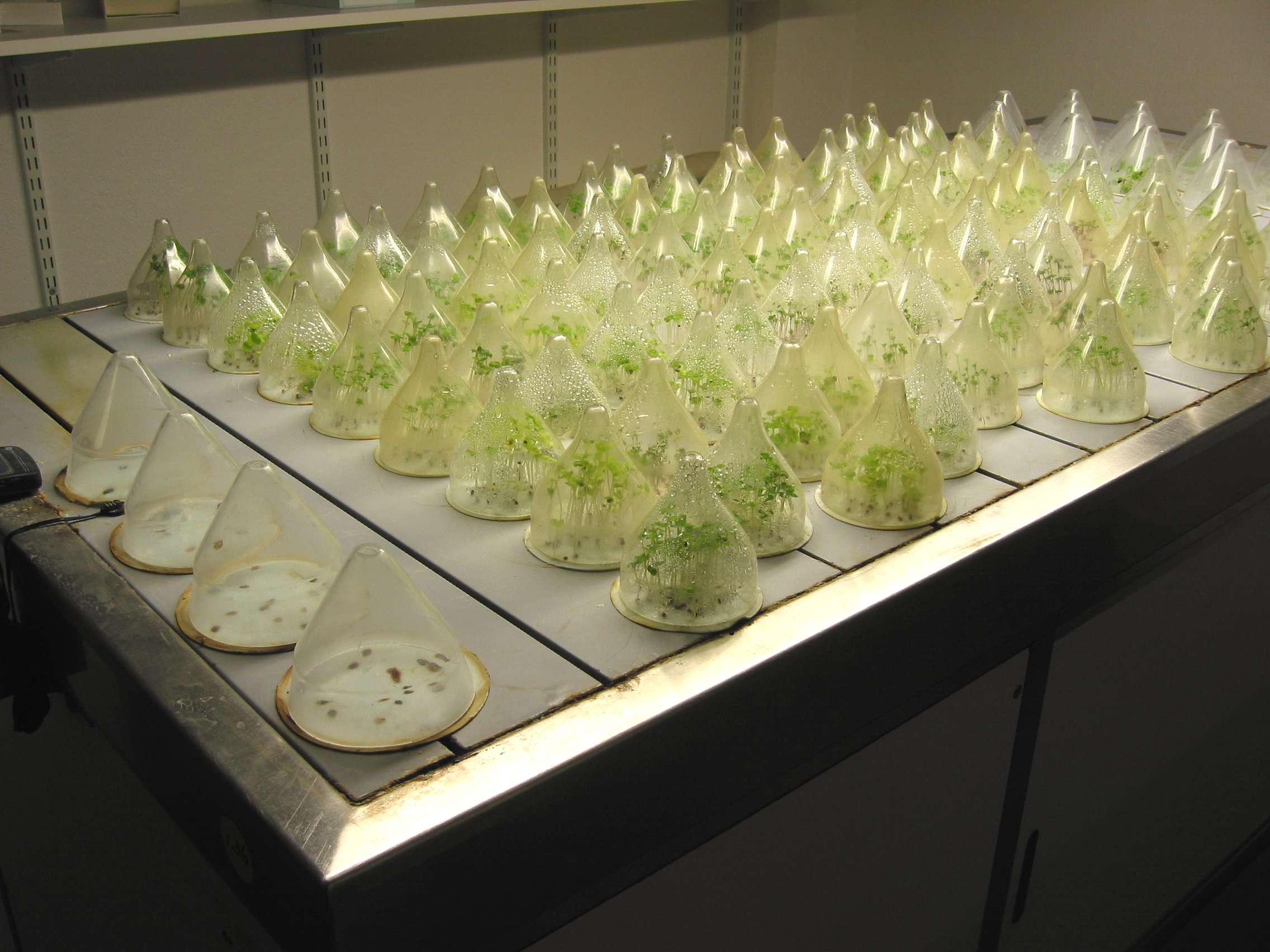
یک آزمایش میزان جوانه زنی

فیزیولوژی گیاهی شاخه‌ای از گیاه‌شناسی است که به عملکرد یا فیزیولوژی گیاهان مربوط می‌شود. سایر رشته‌های نزدیک به این رشته شامل ریخت‌شناسی گیاهی (ساختار گیاهان)، بوم‌شناسی گیاهی (تعامل با محیط)، فیتوشیمی (بیوشیمی گیاهی)، زیست‌شناسی سلولی، ژنتیک، بیوفیزیک و زیست‌شناسی مولکولی هستند.
فرایندهای اساسی مانند فتوسنتز، تنفس یاخته‌ای، تغذیه گیاهی، عملکردهای هورمون‌های گیاهی، گرایش، تنجش، نوردورگی، ریخت‌زایی نوری، ساعت زیستی، فیزیولوژی تنش محیطی، جوانه زنی بذر، خفتگی، عملکرد روزنه هوایی و ترادمش همگی توسط فیزیولوژیست‌های گیاهی مورد مطالعه قرار می‌گیرند.

## دید کلی
اهداف اساسی فیزیولوژی گیاهی کشف قوانینی که بر تغذیه گیاه و رشد و نمو آن حکومت می‌کند، شناخت توانایی واقعی سلول‌ها در انجام فعالیت‌های زیستی و همچنین ارائه روش‌هایی که نمود یکی از توانایی‌های سلولی را ممکن می‌کند هستند. نتایج حاصل از مطالعاتی که در فیزیولوژی گیاهی صورت گرفته، باعث توسعه و پیشرفت واقعی کشاورزی شده و آن را از صورت ابتدایی خود در نخستین روزهای ظهور انسان به صورت کاملاً پیشرفته امروزی، مبدل ساخته‌است.
از طرف دیگر، پیشرفت سریع فیزیولوژی گیاهی نیز خود مدیون پیشرفت علوم دیگری مانند فیزیک و شیمی است، زیرا عملاً کلیه اعمال متابولیسم سلول‌ها بر اساس قوانینی تفسیر می‌شوند که در مورد عالم غیرزنده شناخته شده‌اند. دانش فیزیولوژی گیاهی، علمی است تجربی و همه کوشش‌هایی که در این زمینه صورت می‌گیرد، به شناسایی بیش از پیش ماده زنده منجر می‌شوند. به علاوه فیزیولوژی گیاهی، علم پایه مستقلی است که دارای مفاهیم خاصی بوده، شیوه مخصوصی در تجربیات آن مشاهده می‌شود.

## تعریف علم فیزیولوژی گیاهی
فیزیولوژی گیاهی مطالعه پدیده های حیاتی در گیاهان است. این علم به مراحل و اعمال متابولیکی و عکس العمل های گیاهان نسبت به تغییرات محیط و رشد و نمو که نتیجه این عکس العمل ها است مربوط می شود. در این علم مواردی همچون فتوسنتز ، تنفس، جذب یونها، انتقال مواد، باز و بسته شدن روزنه های گیاهی، تثبیت co2 ، تعرق، گلدهی و تشکیل دانه بررسی می شوند.
یک جنبه دیگر علم فیزیولوژی گیاهی بررسی نقش هر یک از اندام ها و مواد تشکیل دهنده گیاه می باشد.

## تعریف علم فیزیولوژی گیاهان زراعی
فیزیولوژی گیاهان زراعی علمی است که واکنش های فیزیولوژیکی گیاه را در ارتباط با عملکرد مورد بررسی و بحث قرار می دهد.هدف این علم افزایش عملکرد و بررسی علل فیزیولوژیکی ان است. به طور مثال چرا وقتی آبیاری انجام می شود یا فاصله بوته ها تغییر می کند و یا چرا وقتی کود سرک می دهیم، عملکرد تغییر می کند .پس هدف عملکرد و حیطه عمل ان در جامعه گیاهی است نه روی یک گیاه منفرد و یا یک اندام خاص یا سلولی ویژه.
این علم در سال 1915 توسط بالز و هولتون با تحقیقی راجع به اثر فاصله بوته و تاریخ کاشت روی رشد و عملکرد پنبه مصری در توده پوشش گیاهی و نه روی یک بوته مجزا شروع شد و تا به امروز گسترش زیادی پیدا کرده است.

## موضوعات
فیزیولوژی گیاهی را می‌توان مطالعه اعمال حیاتی گیاه، فرایندهای چرخه‌ای متحرک رشد، متابولیسم و تولید مثل دانست. از مباحثی که در فیزیولوژی گیاهی بحث می‌شود، می‌توان به موارد زیر اشاره کرد:
- تغذیه و جذب در گیاهان
- احتیاجات گیاهان نسبت به انرژی
- احتیاجات گیاهان نسبت به مواد
- فتوسنتز
- تنفس گیاهی
- رشد و نمو گیاهی

## ارتباط با سایر علوم
فیزیولوژی گیاهی با علوم بسیاری مانند بیوشیمی، بیوفیزیک و زیست‌شناسی مولکولی ارتباط دارد اما از این رشته‌ها متمایز است. برای مثال در مسائل مربوط به فتوسنتز، بیوشیمیست‌ها به خالص‌سازی آنزیم‌ها و مطالعه خصوصیات آن‌ها، متخصصان بیوفیزیک به جداسازی غشاها و مطالعات خصوصیات اسپکتروسکوپی آن‌ها و دانشمندان زیست‌شناسی مولکولی به شناسایی ژن‌های کدکننده پروتئین‌های فتوسنتزی و نحوهتنظیم آن‌ها در طول نمو می‌پردازند. در عوض متخصصان فیزیولوژی گیاهی، فتوسنتز را در عمل، در سطوح مختلف ارگانی، از جمله کلروپلاست، سلول، برگ و گل گیاه مطالعه می‌کند و همچنین راه‌های برخورد متقابل اجزا با یکدیگر برای انجام فرایندها و اعمال حیاتی را بررسی می‌کنند.

## چشم‌انداز
طی دهه گذشته، علوم زیستی پیشرفت چشمگیر و غیرقابل انتظاری داشته‌اند و در هیچ جا، این نحوه پیشرفت، بیشتر از زمینه فیزیولوژی گیاهی نیست. اکتشافاتی همچون نحوه انتقال در غشا بسیار بااهمیت بودند. روش‌های استخراج DNA، ابزار جدیدی را برای فهم چگونگی تنظیم بروز و نمو ژن بوسیله نور و هومورن‌ها فراهم کردند.
تجزیه پروتئین‌های کلیدی و کمپلکس‌های رنگیزه، پروتئین‌هایی مانند روبیسکو و مرکز واکنش فتوسنتزی با استفاده از بلورنگاری با اشعه ایکس، اولین طلیعه فهم مکانیسم‌های مولکولی تثبیت کربن و واکنش‌های نوری در فتوسنتز را فراهم کرد.